# ماهان (فیلم)
ماهان فیلمی به کارگردانی و نویسندگی حمید شاه حاتمی محصول سال ۱۴۰۰ می‌باشد. این فیلم در چهلمین دوره جشنواره فیلم فجر حضور داشت.

## خلاصه داستان
ماهان روایت زندگی یک بازیگر تئاتر است که پس از مدت‌ها می‌ تواند نقش اصلی یک نمایش را روی صحنه ایفا کند، اما بیماری سرطان مسیر زندگی او را دستخوش تغییرات جدی قرار می دهد.

## بازیگران
- همایون ارشادی
- رامین ناصرنصیر
- امیررضا نظری
- نگار جوکار
- وحید رحیمیان